# Attentat du 7 avril 2017 à Stockholm
Pour les articles homonymes, voir Attentat de Stockholm.
L'attentat de Stockholm d'avril 2017 est un attentat terroriste islamiste au camion-bélier perpétré le 7 avril 2017 dans une grande rue piétonne du centre de Stockholm (Suède), la Drottninggatan. L'attaque fait 5 morts et 14 blessés. Le camion finit sa course dans une entrée de magasin et son conducteur réussit à fuir la scène de crime.

## Contexte
Plusieurs pays européens sont touchés en l'espace de quelques jours par des attentats : le 22 mars, à Londres, un assaillant (déjà à l'aide d'un véhicule-bélier) tue 5 personnes dans le quartier de Westminster, cet attentat étant peu après revendiqué par le groupe État Islamique. Puis, le 3 avril, un terroriste se fait exploser dans une rame du métro de Saint-Pétersbourg, tuant 14 passagers. 
L'attentat de Stockholm rappelle de précédentes attaques à l'aide d'un camion comme à Nice le 14 juillet 2016 ou à Berlin le 19 décembre de la même année.
Ces dernières années, la Suède n'avait jusqu'alors été visée qu'une seule fois, par l'attentat de 2010, quand, le samedi 11 décembre 2010, en fin d'après-midi, un homme avait mené une attaque-suicide à la bombe, près de la même rue piétonne de Stockholm, ne faisant que deux blessés légers et se tuant lui-même.

## Déroulement
Vers 15 h (CEST) le 7 avril 2017, un camion de livraison Mercedes-Benz Actros appartenant à la société Spendrups — un brasseur suédois — sort de la rue de l'église Adolphe-Frédéric et s'engage dans Drottninggatan (en français : la « rue de la Reine »), une des principales artères piétonnes du centre de la ville de Stockholm, qu'il remonte à près de 100 km/h en percutant plusieurs personnes,,. Le camion termine sa course dans la devanture du grand magasin Åhléns.

## Bilan

### Victimes
Le bilan provisoire de cette attaque fait état de 5 morts et de 14 blessés,,,,,, ainsi qu'un chien. 
Le 9 avril, la police suédoise confirme les nationalités et les identités des victimes. Une Belge, un Britannique et deux Suédoises ont été tués dans l'attentat.
Fin avril, une cinquième victime — suédoise — meurt de ses blessures, portant le bilan à 5 morts.
Les trois victimes suédoises sont Lena Berglund, 69 ans, Ebba Åkerlund, une jeune fille de 11 ans qui était en train de rentrer chez elle après l'école et une femme d'une soixantaine d'années blessée dont l'identité n'est pas révélée et qui décède de ses blessures à la fin du mois d'avril. Les deux victimes étrangères sont Maïlys Dereymaeker, 31 ans, une ressortissante du village belge de Hal, et Chris Bevington, 41 ans, un dirigeant du site web de musique Spotify, né en Angleterre et résidant à Stockholm.
| Nationalité | Morts | Réf.   |
| ----------- | ----- | ------ |
| Suède       | 3     | ,      |
| Belgique    | 1     | [ 13 ] |
| Royaume-Uni | 1     | [ 14 ] |

## Revendication
Bien que le mode opératoire soit similaire aux attentats de Nice, Berlin et Londres, tous revendiqués par le groupe État islamique, celui de Stockholm ne l'est pas.

## Réactions
- Allemagne : le porte-parole de la chancelière Angela Merkel a déclaré : « Nous sommes ensemble contre le terrorisme »,  ajoutant que « nos pensées vont aux gens à Stockholm, aux blessés aux proches, aux secouristes (et) aux policiers ».
- Union européenne : pour le président de la Commission européenne, Jean-Claude Juncker, « une attaque contre tout État membre [de l’UE] est une attaque contre nous tous ».
- France : le président François Hollande déclare : « La France exprime sa sympathie et sa solidarité aux familles des victimes et à tous les Suédois. La lutte sans relâche contre le terrorisme doit être une priorité de la solidarité européenne. ».

Deux ans plus tard, Brenton Tarrant, l'auteur de l'attaque en mars 2019 contre une mosquée à Christchurch en Nouvelle-Zélande cite clairement dans son manifeste la mort d'Ebba Åkerlund comme l'un des événements l'ayant convaincu de passer à l'acte.

## Enquête
D'après les premiers éléments de l'enquête, le camion a été volé pendant une livraison par un homme cagoulé et armé,. Le lendemain, 8 avril, deux personnes sont arrêtées et placées en garde à vue, dont l'homme soupçonné d'être le conducteur du camion. L'autre homme est relâché le soir du 8 avril. Les 8 et 9 avril, 6 personnes sont emmenées dans des postes de police pour être entendues.
La tombe de Ebba Åkerlund la fillette de 11 ans tuée par le terroriste est régulièrement vandalisée. Début juillet 2018 sa mère déclare que la pierre tombale a été brisée et que deux moineaux en bronze qui avaient été montés sur la pierre ont été volés. 

### Profil de l'auteur
Le conducteur ayant réussi à fuir la scène de crime, la police diffuse, quelques heures après l'attaque, un avis de recherche à l'encontre d'un homme.
Le conducteur du camion, arrêté le 8 avril, s'appelle Rakhmat Akilov. C'est un Ouzbek de 39 ans, membre de la minorité tadjike, qui a quitté son pays de naissance en 2014 pour la Suède. Sur place, il dépose une demande d'asile et commence à travailler sur des chantiers à Stockholm.
Ce qui se passe dans les mois suivants n'est pas connu avec certitude : selon Abdoulaziz Kamilov, le ministre ouzbek des Affaires étrangères, il se radicalise au contact d'une « cellule islamiste tadjike » puis est recruté via Internet par l'État islamique. En 2015, selon une source policière ouzbèke, il est arrêté à la frontière entre la Syrie et la Turquie, vraisemblablement en route pour rejoindre les zones contrôlées par l'organisation djihadiste, et renvoyé en Suède. Rien ne démontre que les autorités suédoises sont informées de cet épisode, bien que les autorités ouzbèkes assurent avoir contacté un pays occidental qui devait leur transmettre ces informations. 
De retour à Stockholm, il reprend son travail sur des chantiers. En décembre 2016, sa demande d'asile est rejetée et Akilov est sommé de quitter le pays dans un délai de quatre semaines, ce qu'il ne fait pas. Il est donc placé sur la liste nationale des personnes recherchées en février 2017, au moment même où les autorités ouzbèkes auraient émis une notice rouge contre lui. 
Durant sa garde à vue, Rakhmat Akilov se réjouit d'avoir écrasé des « infidèles ». Il réclame un avocat « musulman sunnite », demande qui lui est refusée par la justice. Il justifie son geste en mettant en cause les bombardements occidentaux en Syrie, et notamment ceux qu'il attribue à la Suède. La Suède n'a pourtant envoyé aucun moyen militaire là-bas, hormis une trentaine d'instructeurs et des centaines de millions de dollars d'aide humanitaire. De plus, le gouvernement suédois venait de critiquer le jour-même le bombardement américain sur la base aérienne syrienne d'Al-Chaayrate.
Le 7 juin 2018 Rakhmat Akilov est condamné à la réclusion criminelle à perpétuité par le tribunal spécial de Stockholm. La justice suédoise a également prononcé son expulsion à sa sortie éventuelle de prison, assortie d'une interdiction définitive du territoire. Toutefois, en pratique, les condamnés à la réclusion criminelle à perpétuité (peine la plus sévère du code pénal suédois) effectuent en moyenne 16 ans de prison.

## Plainte contre le gouvernement
Par la suite, un Suédois porte plainte contre le gouvernement pour « homicide par négligence, lésions corporelles et faute grave ». L'auteur de la plainte pense que les hommes politiques ont une responsabilité majeure dans ce qui s’est passé en n’expulsant pas Rakhmat Akilov et en étant indifférent aux conséquences d’une décision de justice non exécutée. Selon lui, il est, en dernier ressort, de la responsabilité du gouvernement que le clandestin ait pu rester en Suède et mener son attaque,.

## Hommages

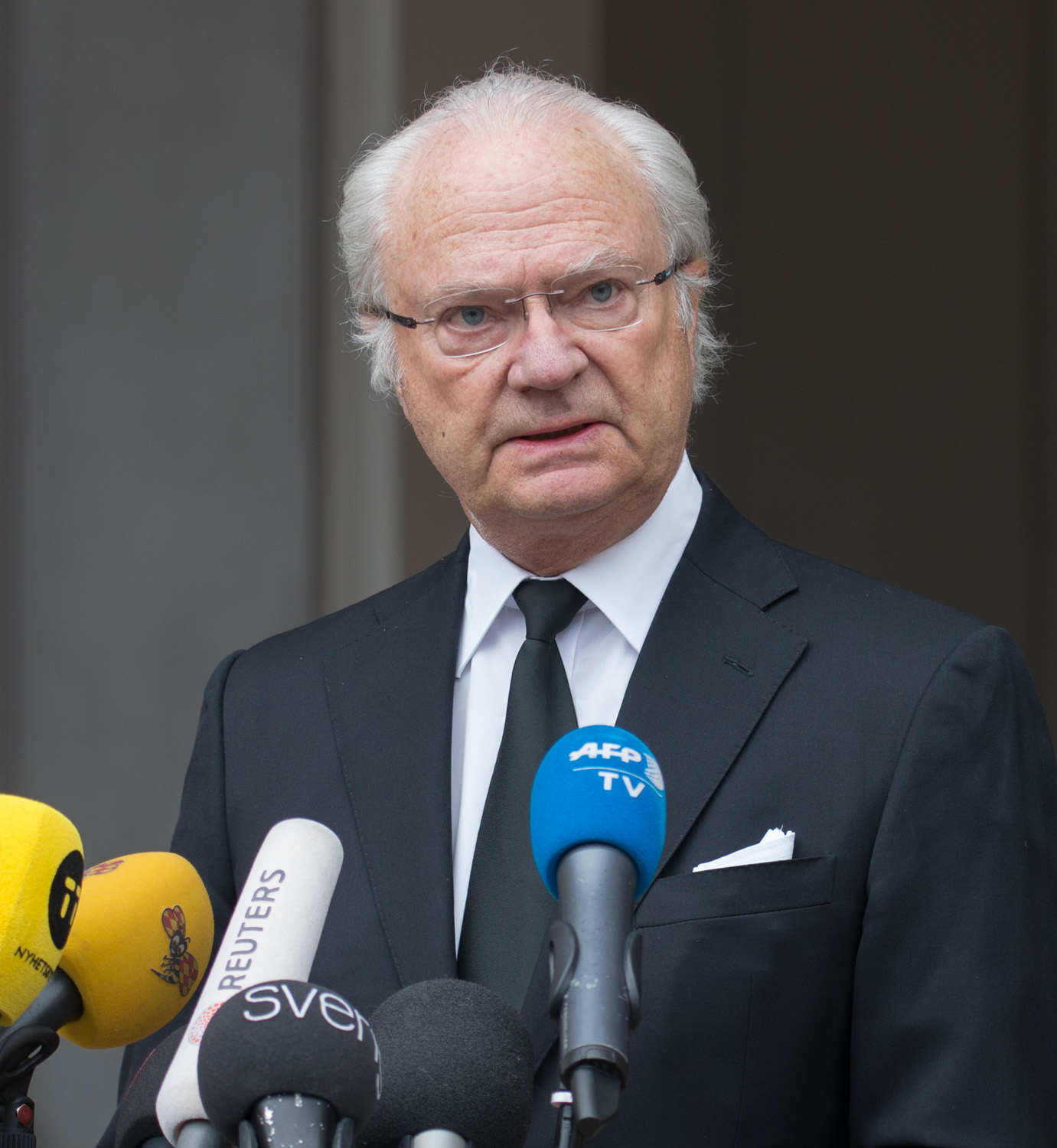
Discours de Carl XVI Gustaf au palais royal de Stockholm le lendemain de l'attentat : Ceux qui veulent nous aider sont beaucoup plus nombreux que ceux qui nous veulent du mal.

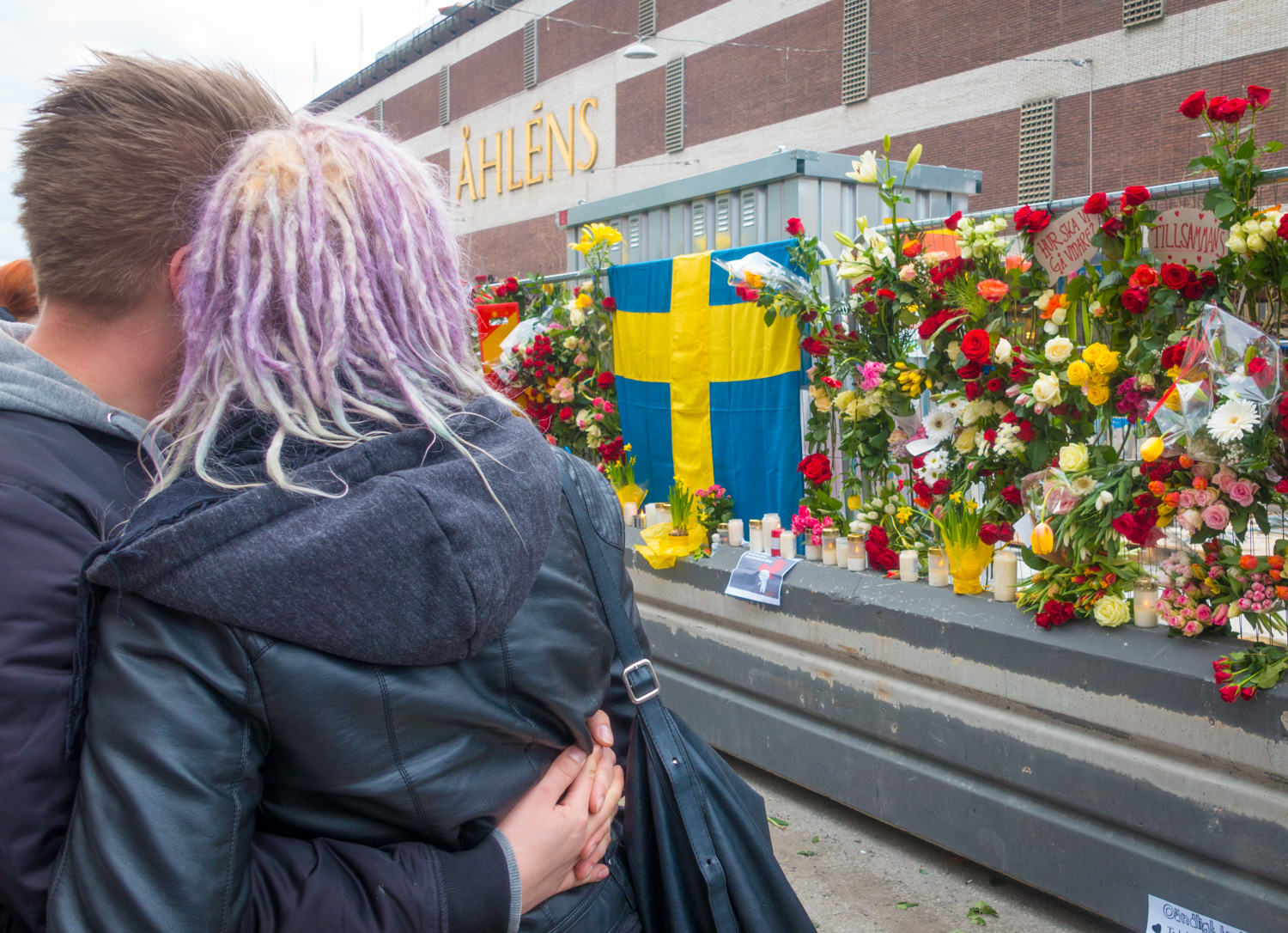
Fleurs à l'extérieur du magasin Åhléns de la Drottninggatan, le 8 avril 2017, lendemain de l'attaque.
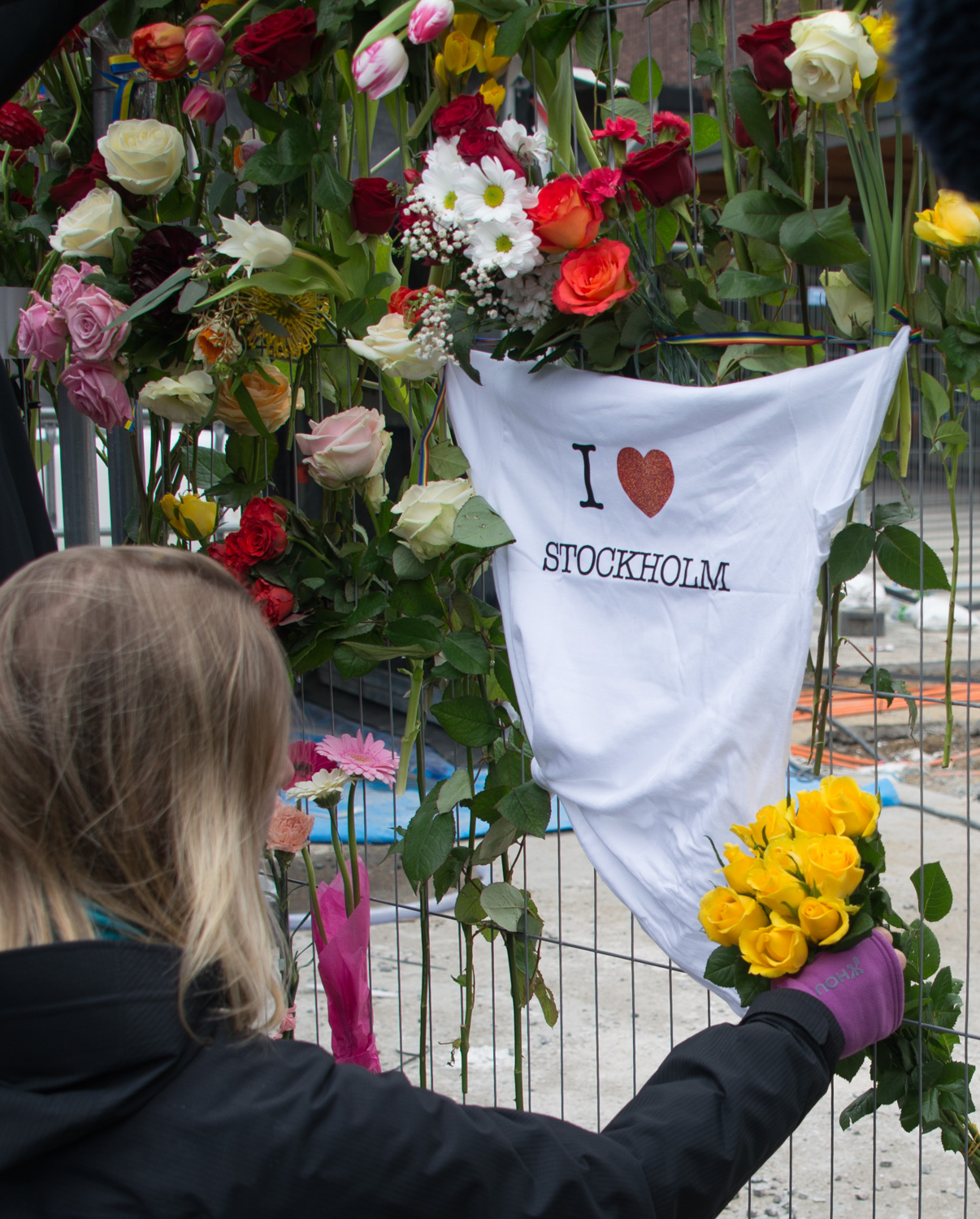
Le 8 avril 2017 sur la Drottninggatan.
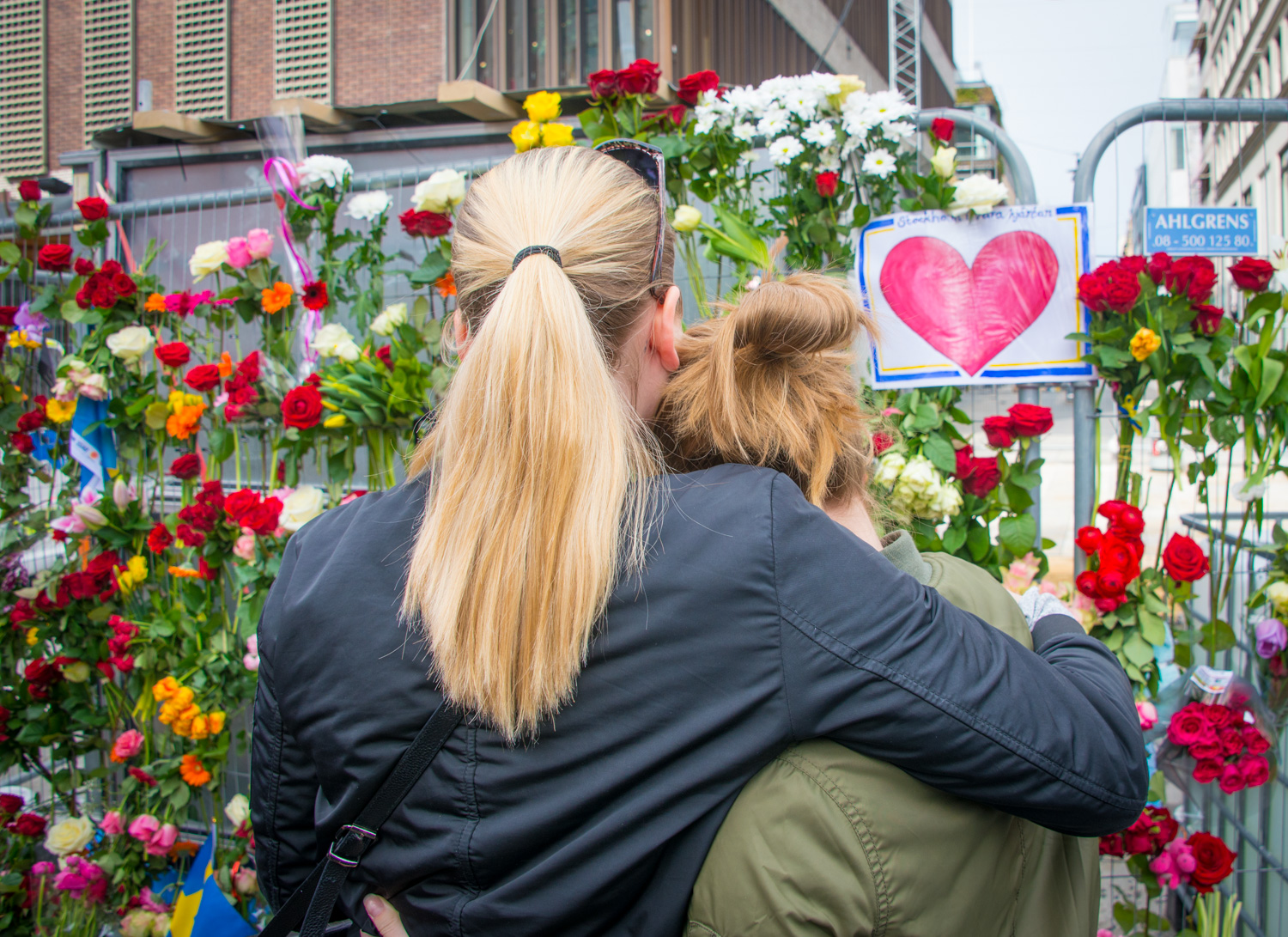
Le 8 avril 2017 sur la Drottninggatan.

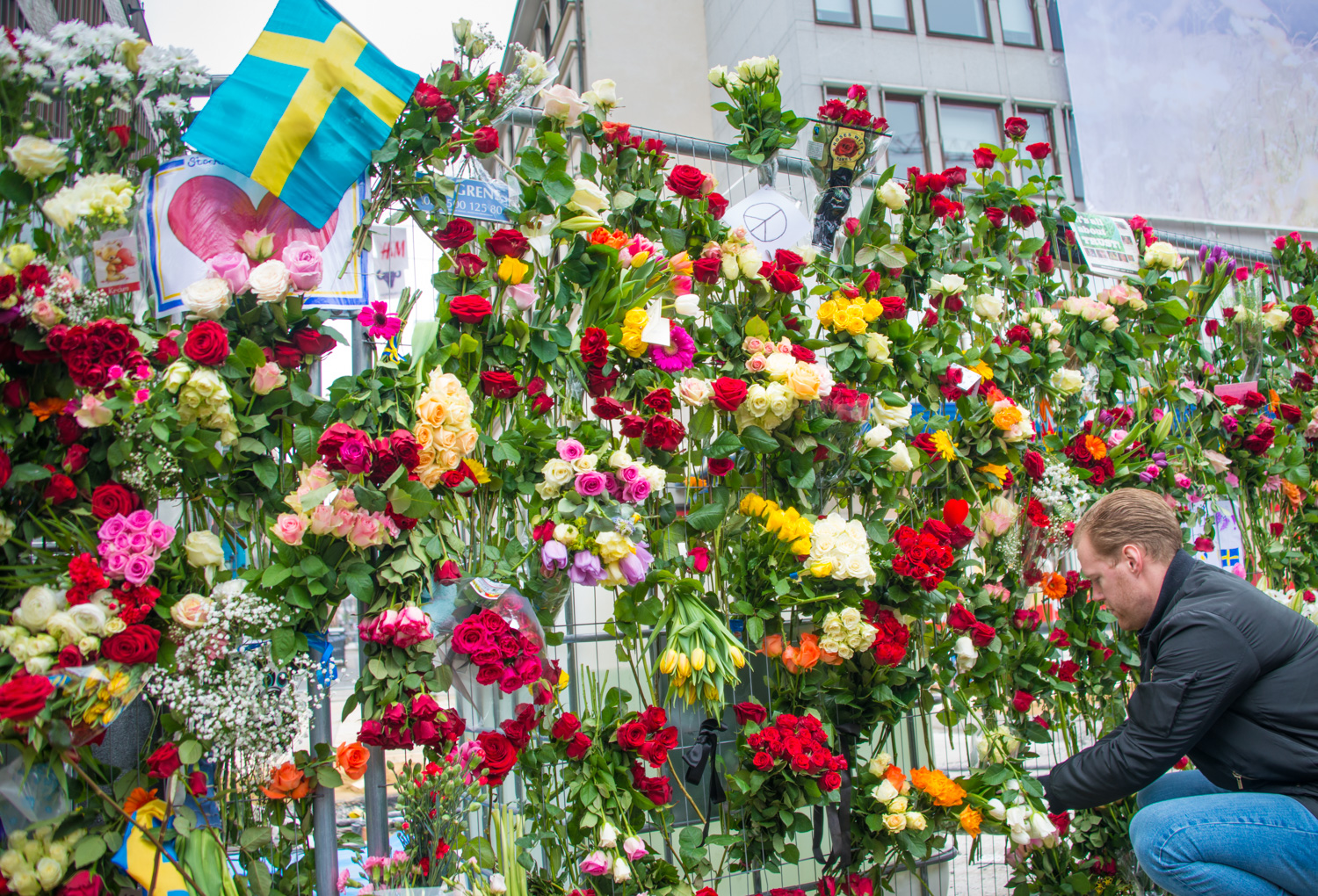
Le 8 avril 2017 sur la Drottninggatan.
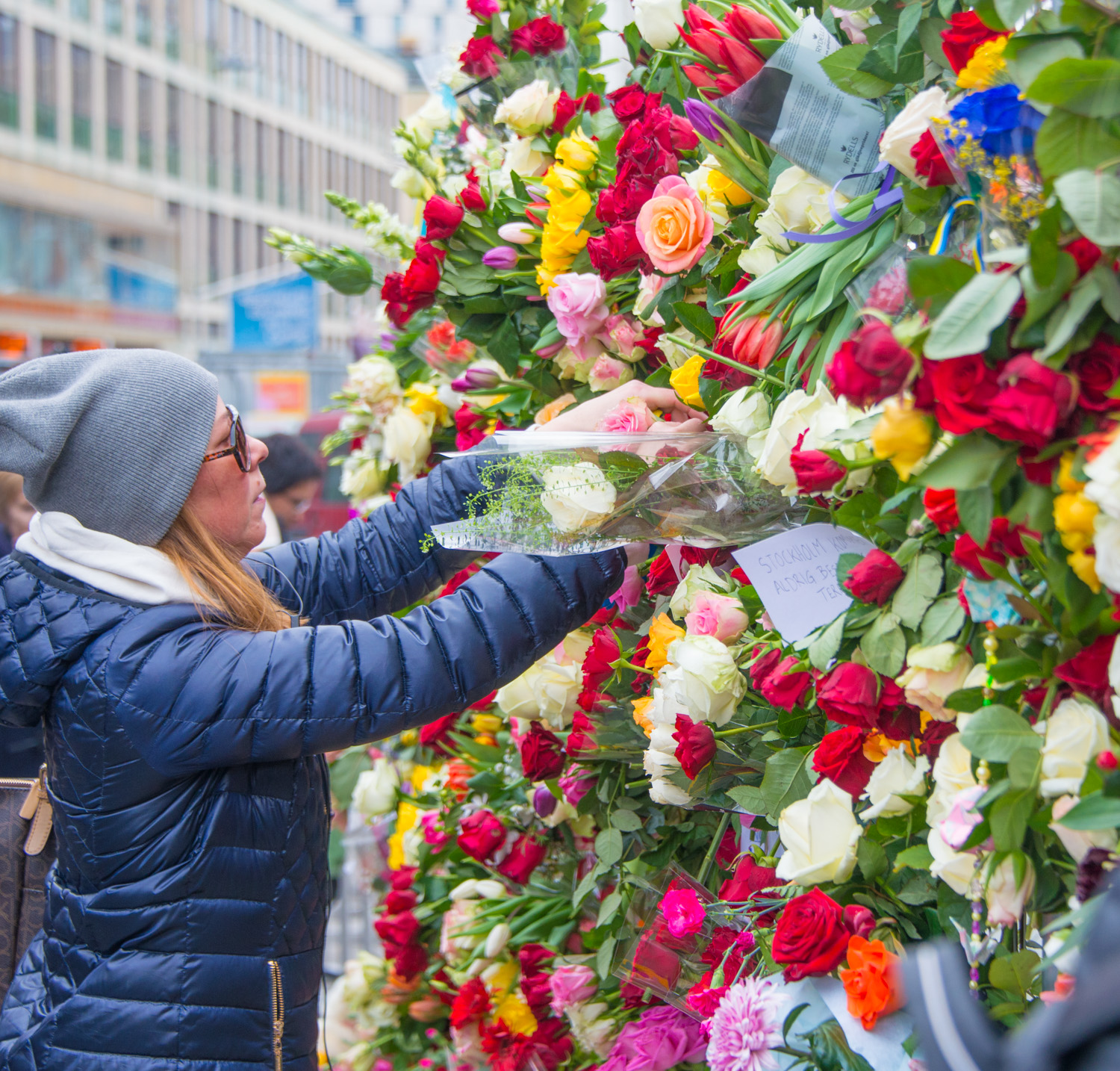
Le 8 avril 2017 sur la Drottninggatan.
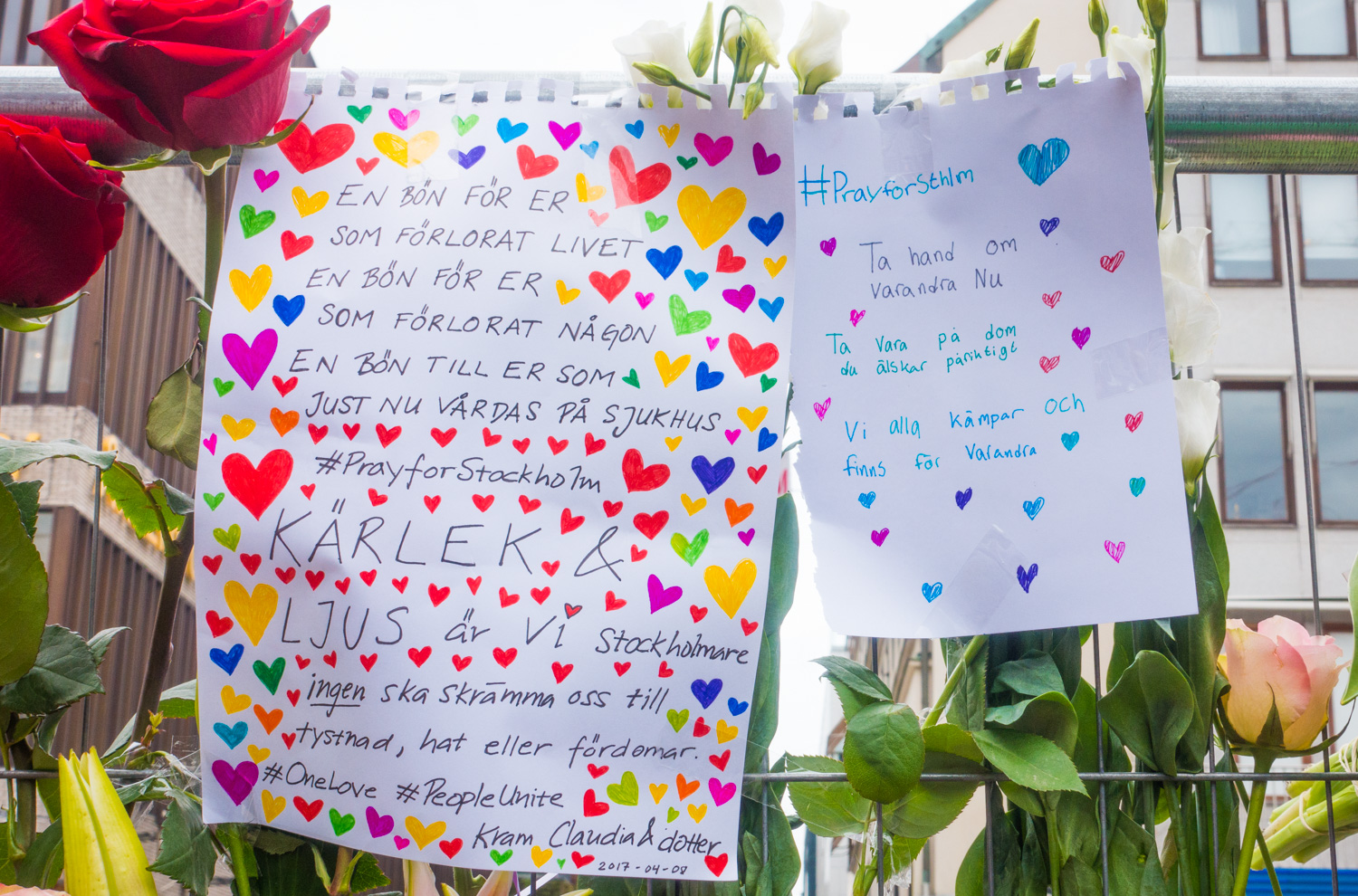
Message de soutien le 8 avril 2017 sur la Drottninggatan.

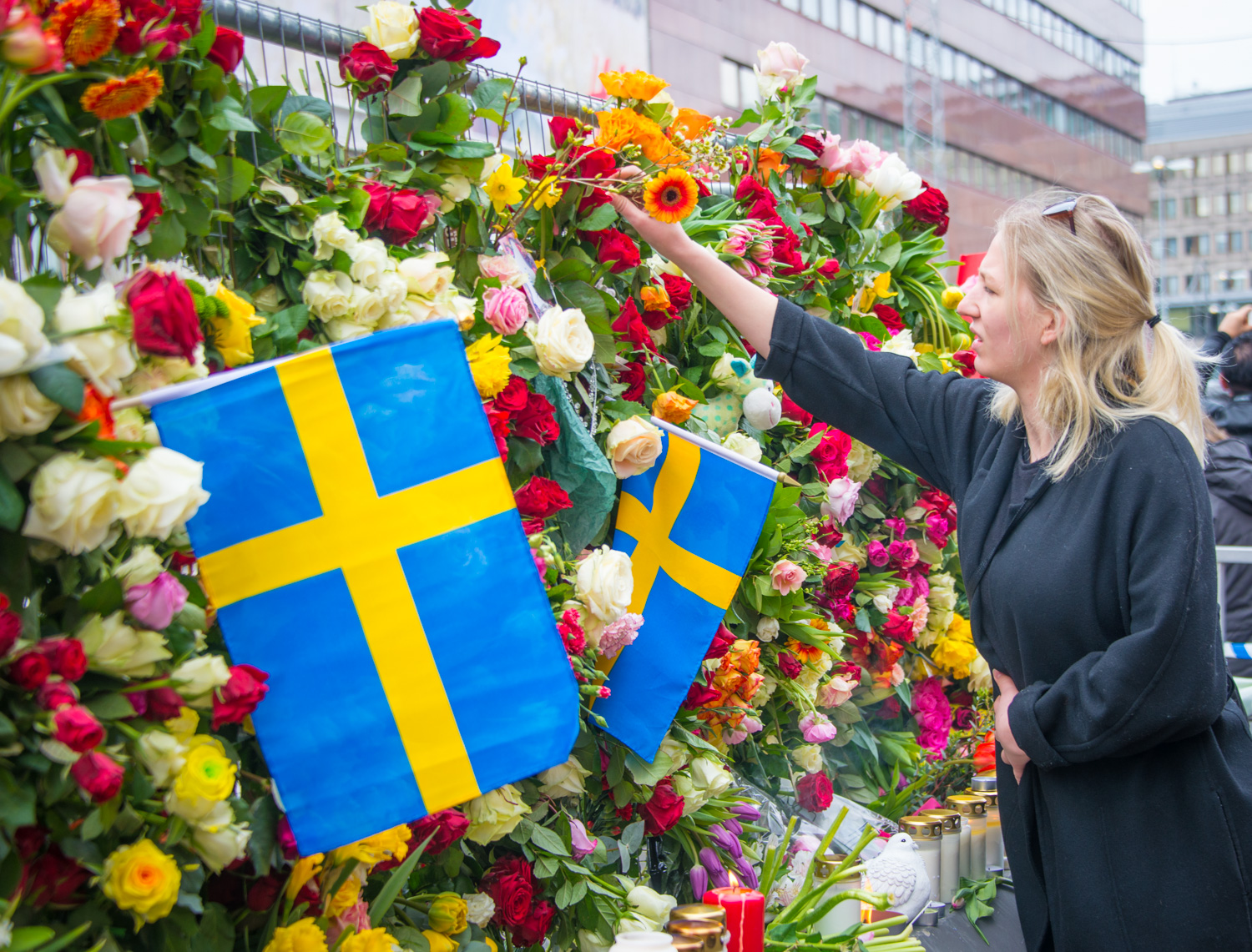
Le 8 avril 2017 sur la Drottninggatan.
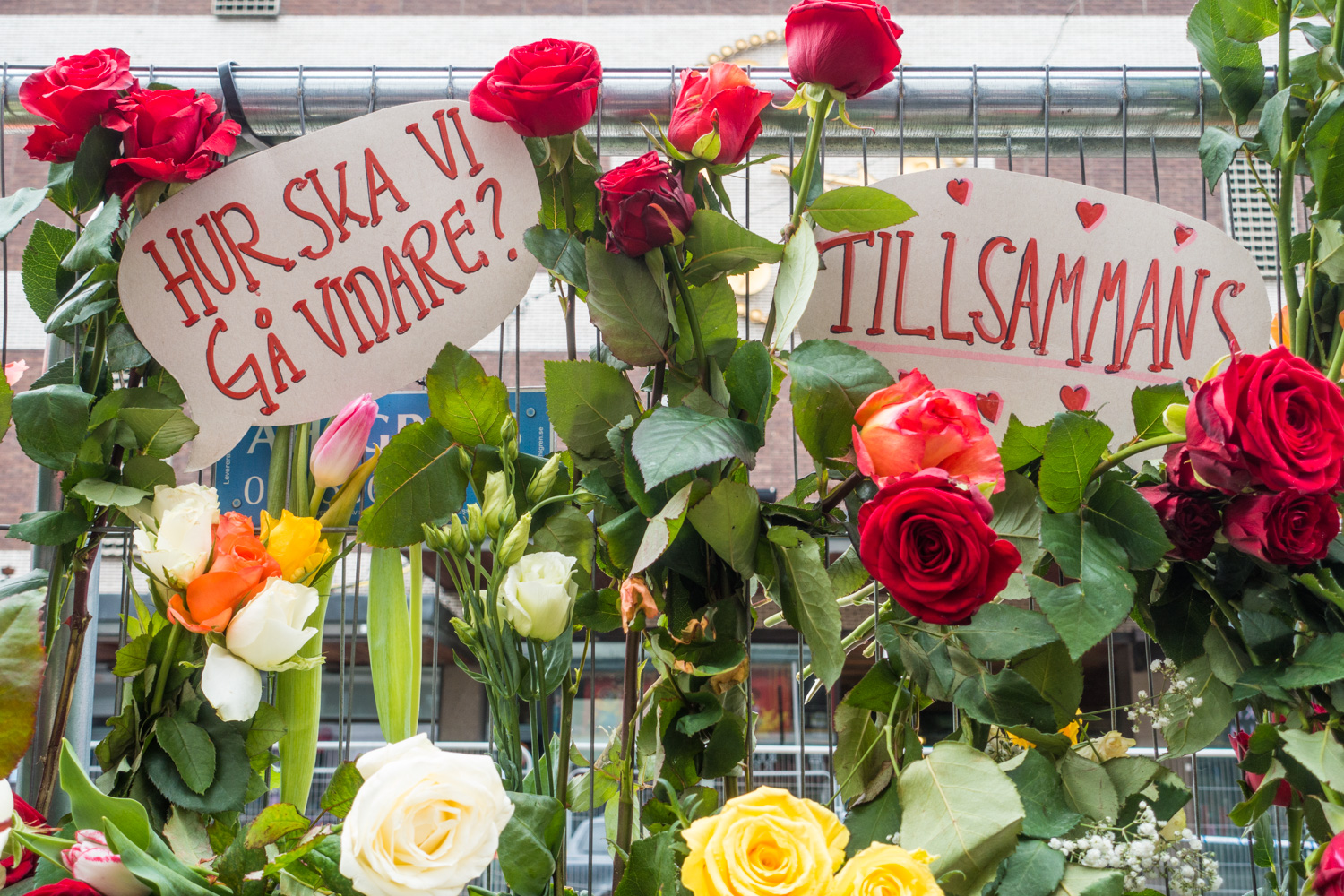
Le 8 avril 2017 sur la Drottninggatan.
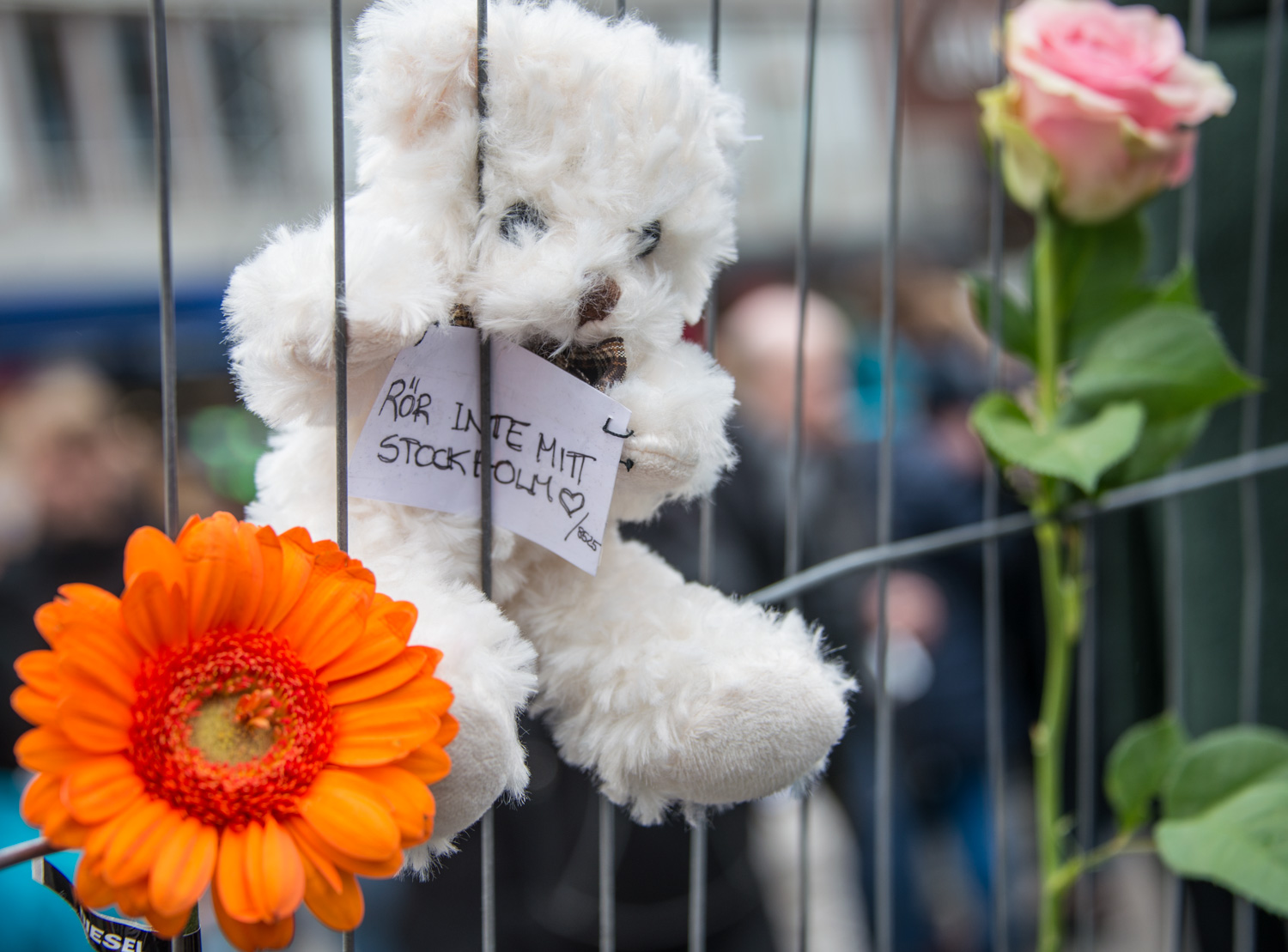
Le 8 avril 2017 sur la Drottninggatan.
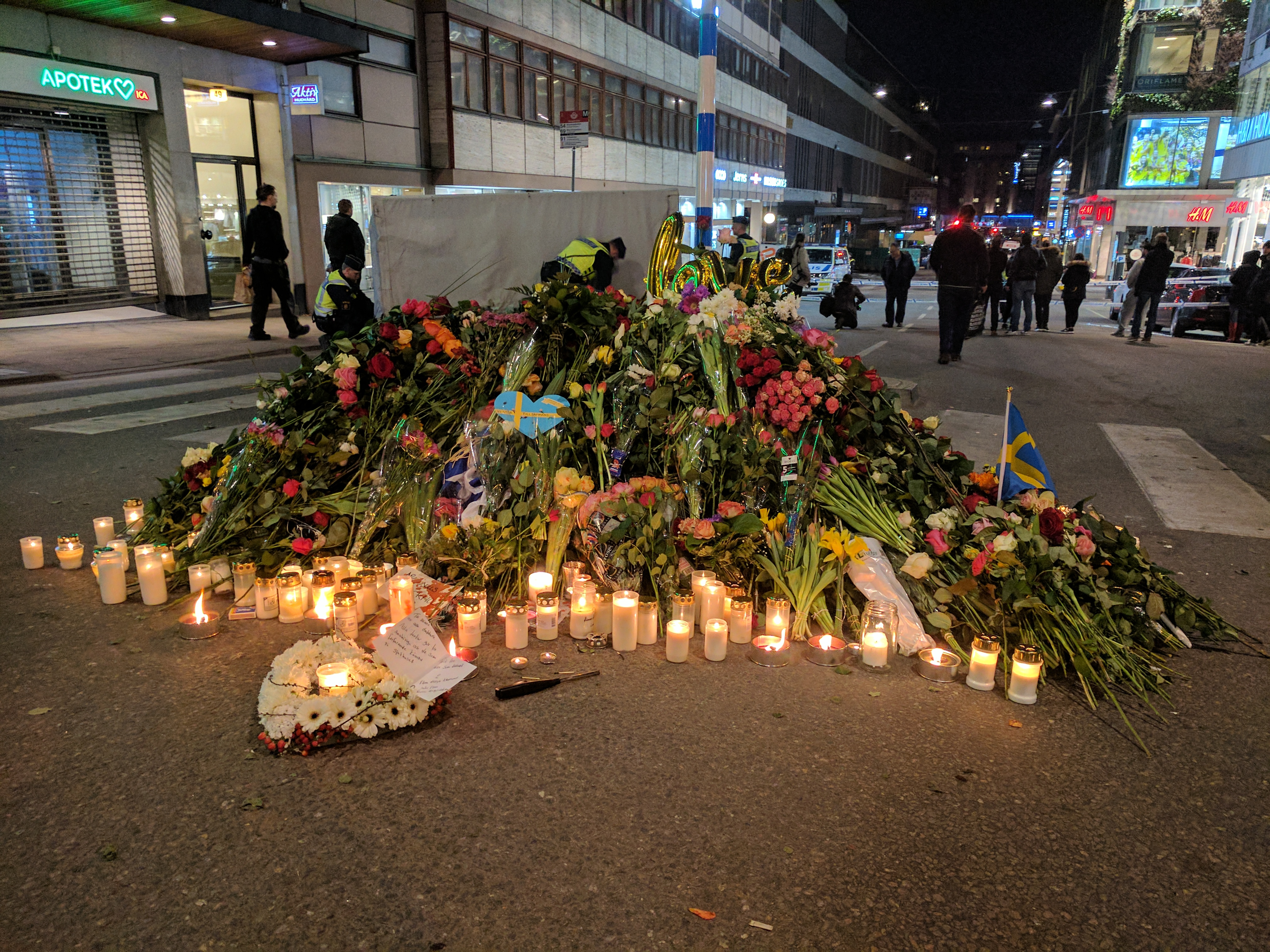
Le 8 avril 2017 sur la Drottninggatan.
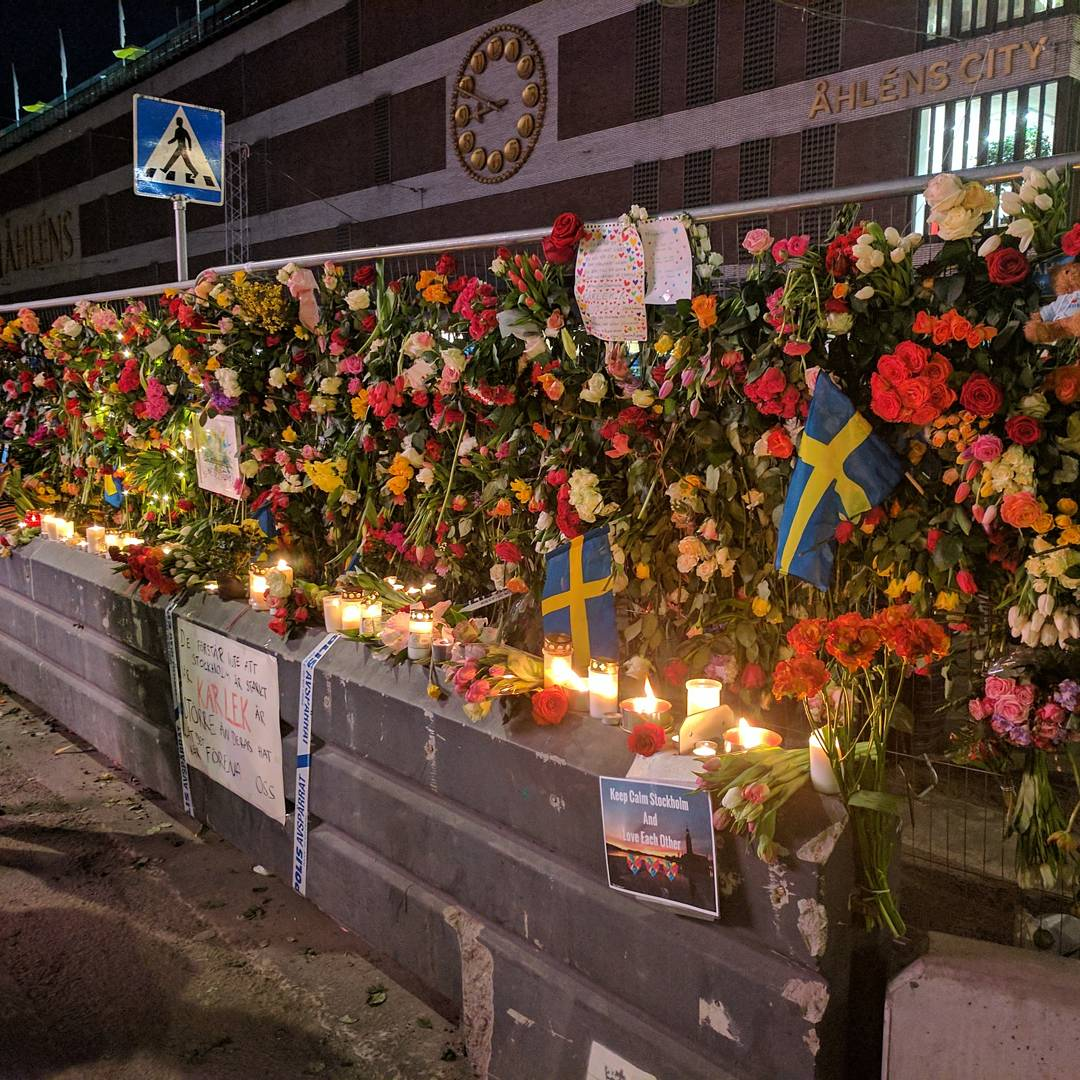
Le 8 avril 2017 sur la Drottninggatan.